# Tragédie na stadiónu Hillsborough
Tragédie na stadiónu Hillsborough se odehrála 15. dubna 1989 na fotbalovém stadiónu Hillsborough v anglickém městě Sheffield během semifinálového utkání FA Cupu mezi Liverpoolem FC a Nottinghamem Forest, když policie vpustila na přeplněnou tribunu příznivců Liverpoolu několik tisíc dalších fanoušků. Vypukla obrovská tlačenice, v níž bylo 97 osob ušlapáno k smrti a více než 700 zraněno. Tragédie, nejhorší v dějinách britského sportu a jedna z nejhorších sportovních katastrof na světě, vedla k přijetí rozsáhlých bezpečnostních opatření na britských fotbalových stadiónech. Tento incident má také přesah do populární kultury. Okolnosti Hillsboroughské tragédie byly popsány v televizním dramatu „Hillsborough“ uvedeného v roce 1996. Sleduje osudy tří rodin, počínaje nadšením ze zakoupených lístků na semifinále zápasu FA Cupu, přes emotivní průběh tragédie, až po následné legální dopady události. V roce 2018 nahrála velšská hudební skupina Manic Street Preachers píseň „Liverpool Revisited“, která odkazuje na tragédii. Přímo se v ní zpívá o 96 lidech, kteří nebudou nikdy kráčet sami.

## Před katastrofou
Většina fotbalových stadiónů ve Velké Británii oddělila hřiště od divácké části vysokým ocelovým plotem a někdy i ostnatým drátem. Byla to reakce na výtržnosti, které provázely britský fotbal desítky let. Zvláště kritická byla situace v Anglii, kde často docházelo k proniknutí diváků na hřiště, vrhání rachejtlí a násilnostem před i po zápase. Na anglických stadiónech docházelo ke střetům od 60. let 20. století.
Na stadiónu Hillsborough se konaly semifinálové zápasy FA Cupu od 80. let, celkem jich bylo pět. Již v roce 1981 došlo na tomto stadiónu při semifinále k tlačenici, v níž bylo zraněno 38 lidí. To vedlo klub Sheffield Wednesday FC, jemuž stadión patřil, k rozdělení tribuny Leppings Lane na tři oddělené sektory. Později v roce 1984, když klub postoupil do první divize, byla tribuna rozdělena na pět sektorů. Liverpool a Nottingham Forest se v semifinále FA Cupu střetly na stejném hřišti už o rok dříve. Již tehdy došlo na Leppings Lane k tlačenici mezi liverpoolskými fanoušky, což vedlo Liverpool FC k podání stížnosti.

## Katastrofa
Jak bývá při důležitých zápasech obvyklé, fanoušci jednotlivých klubů byli od sebe na tribunách odděleni. Policie vyhradila pro fanoušky Nottinghamu tribunu Spion Kop End o kapacitě 21 000 osob, zatímco fanoušci Liverpoolu dostali tribunu Leppings Lane, která měla kapacitu jen 14 600 osob, přestože se očekávalo, že Liverpool bude mít více fanoušků než Nottingham. Zahájení zápasu bylo naplánováno na 15 hodin, divákům bylo doporučeno, aby přišli o patnáct minut dříve. Rozhlas i televize v den zápasu upozorňovaly, že diváci bez vstupenek nebudou vpuštěni.
Bylo oznámeno, že fanoušci z Lancashire a okolí, z nichž tisíce nemají vstupenky, mohou přijet se zpožděním kvůli probíhajícím opravám silnice M62 a vzniklé dopravní zácpě. Mezi 14:30 a 14:40 se v malém prostoru před turniketovými vchody na tribunu Leppings Lane shromáždilo značné množství fanoušků, kteří se chtěli rychle dostat na stadión ještě před začátkem utkání. Vzniklo „úzké hrdlo“, v němž se ocitlo více fanoušků, než kolik mohlo vstoupit do dvou klecí uprostřed Leppings Lane. Lidé, kterým nebyl vstup povolen, nemohli odejít kvůli davu, který vznikl za nimi, anebo zůstali na protest. Fanoušci zevnitř slyšeli skandování, když oba týmy vstoupily na hřiště deset minut před výkopem, a pak znovu při výkopu, ale nemohli se dostat dovnitř. Aby se tlačenice zmenšila, byla otevřena vedlejší brána. Když se dovnitř přes turnikety snažilo dostat přibližně 5000 fanoušků, zvýšily se obavy o jejich bezpečnost. Policie ve snaze zabránit zraněním otevřela bránu, která sloužila jako východ a neměla turnikety (brána C). Vzápětí se na stadión skrz ně začal valit dav fanoušků.

### Tlačenice
Výsledkem bylo, že mohutný příliv mnoha tisíc fanoušků, valících se úzkým tunelem na zadním konci ochozu do už tak přeplněných centrálních sektorů, způsobil obrovskou tlačenici v přední části ochozů, kde byli lidé vahou davu za nimi natlačeni na plot. Lidé vstupující dovnitř neměli tušení o tom, co se u plotu děje. Obvykle, když se kapacita centrálních sektorů naplnila, stáli u vchodu do tunelu policisté nebo stevardi, kteří směrovali přicházející fanoušky na vedlejší sektory, ale z nevyjasněných důvodů tomu tak toho dne nebylo.
Problému si na tribuně nějakou dobu nevšiml nikdo, kromě postižených. Pozornost většiny lidí byla upřena na zápas, který již začal. Teprve v 15:06 byl rozhodčí Ray Lewis informován policií a přerušil zápas. To se už fanoušci několik minut snažili šplhat přes plot, aby unikli z davu. Malá brána v plotu byla vyražena a někteří fanoušci skrz ni utekli, další stále lezli přes plot, jiní byli vytaženi do bezpečí fanoušky z tribuny West Stand, přímo nad Leppings Lane. Nakonec se plot pod tlakem davu zhroutil.
Fanoušci byli v davu stlačeni tak silně, že mnoho z nich nemohlo dýchat a vestoje se udusili. Na hřišti se rychle začali hromadit zpocení lidé lapající po dechu, zranění v tlačenici, a těla mrtvých. Policie, stevardi a záchranná služba přítomná na stadiónu nestačili. Pomáhali také nezranění fanoušci, mnozí se snažili provádět resuscitaci a někteří strhávali reklamní tabule, aby je použili jako provizorní nosítka.
Policisté vytvořili ve třech čtvrtinách hřiště kordón, aby zabránili fanouškům Liverpoolu v kontaktu s fanoušky Nottinghamu. Někteří fanoušci se snažili pronést zraněné přes policejní kordón do sanitek, ale byli zatlačeni zpět. Na stadión přijelo 44 sanitek, ale policie zabránila ve vjezdu všem, kromě jedné. Navíc i ta byla donucena otočit se zpět, kvůli velkému počtu lidí dožadujících se pomoci.

### Důsledky
V den katastrofy zemřelo celkem 94 lidí, 766 dalších fanoušků bylo zraněno a přibližně 300 bylo převezeno do nemocnice. O čtyři dny později se počet mrtvých zvýšil na 95, když v nemocnici podlehl zraněním čtrnáctiletý Lee Nicol. Dne 3. března 1993 zemřel další zraněný, Tony Bland (v den katastrofy sedmnáctiletý), který utrpěl rozsáhlá a nevratná poškození vyšších mozkových center, v důsledku proražených plic a následného přerušení dodávky kyslíku do mozku, a tři roky ležel v kómatu. Nikdy nenabyl vědomí, nevnímal svět kolem sebe a podle lékařů nebylo pravděpodobné, že by se jeho stav někdy zlepšil. Jeho rodiče u soudu dosáhli práva na jeho odpojení od přístrojů, které ho udržovaly při životě. Stal se tak prvním pacientem v Anglii, kterému soud umožnil tímto způsobem zemřít. Tím počet obětí dosáhl konečných 96.

## Vyšetřování
Trestní stíhání bylo vedeno proti vedoucímu superintendantovi Davidu Duckenfieldovi a dalšímu policejnímu důstojníkovi Bernardu Murraymu. Prokurátor Alun Jones řekl soudu, že Duckenfield vydal rozkaz otevřít bránu, čímž umožnil stovkám diváků zaplnit již tak přeplněnou tribunu na stadiónu. Jones pak uvedl, že několik minut po katastrofě Duckenfield řekl představitelům fotbalové asociace, že diváci bránu vyrazili sami. Duckenfield přiznal, že o některých faktech ohledně příčin katastrofy lhal. Několik dalších důstojníků bylo obviněno z manipulace s důkazy. Mezi nimi byl i Norman Bettison, který se později za podivných okolností stal šéfkonstáblem v Merseyside. Stíhání bylo zastaveno, když Duckenfielda shledal jeho lékař neschopným podstoupit soudní proces z důvodu nemoci. Protože nebyl k dispozici, bylo rozhodnuto, že by nebylo spravedlivé pokračovat ve stíhání Murrayho. Duckenfield je nyní v plném policejním důchodu.

## Zvýšení bezpečnosti na stadiónech
Vyšetřováním příčin neštěstí byl pověřen Lord Peter Taylor. Jeho vyšetřování trvalo 31 dní a výsledkem byly dvě zprávy: jedna průběžná (publikovaná v srpnu 1989), která shrnovala příčiny neštěstí a okamžité důsledky, a jedna konečná (publikovaná v lednu 1990), která obsahovala všeobecná doporučení pro zvýšení bezpečnosti při fotbalových utkáních. Tato zpráva je známa jako Taylorova zpráva (Taylor Report).
Zpráva zejména doporučovala na všech hlavních stadiónech zavést místa k sezení pro všechny diváky, což anglická a skotská fotbalová liga nařizuje všem klubům ve dvou nejvyšších divizích. Další doporučení se týkají prodeje alkoholu na stadiónech, bariér, plotů, turniketů, cen vstupenek a ostatních záležitostí.

## Památníky
Na památku obětí byly vystavěny následující památníky:
- vedle brány Shankly na stadiónu Anfield, domácím stadiónu FC Liverpool
- na stadiónu Hillsborough, postaven v roce 1999
- pamětní kámen na jižní straně liverpoolské anglikánské katedrály
- pamětní kámen na křižovatce ulic Middlewood Road, Leppings Lane a Wadsley Lane
- pamětní zahrada růží ve vesnici Port Sunlight v hrabství Cheshire
- pamětní zahrada růží v galerii Sudley House v jižním Liverpoolu
- památník v knihovně ve městě Crosby v metropolitním hrabství Merseyside

Na památku obětí byly také na obě strany znaku FC Liverpool přidány plamínky.
Vznikla také vzpomínková píseň „Liverpool Revisited“ od velšské skupiny Manic Street Preachers, která tragickou událost připomíná.